# Wereldkampioenschappen roeien 2004
De 34e editie van de wereldkampioenschappen roeien werden gehouden van 27 juli t/m 1 augustus 2004 in op het Meer van Banyoles in Banyoles, Spanje. In dit Olympisch jaar werden alleen de nummers uitgeschreven die niet op het Olympisch programma stonden. Het toernooi stond onder auspiciën van de wereld roeifederatie FISA.

## Medaillewinnaars

### Mannen
| Bootklasse              | Goud | Goud | Zilver | Zilver | Brons | Brons |
| Lichte skiff LM1x       | Peter Ording |      | Stephan Steiner |        | Oleksandr Serdiuk |       |
| Twee met M2+            | Italië Mattia Trombetta Mario Palmisano Luigi Longobardi                                                                                            |      | Polen Marcin Wika Piotr Basta Rafał Cholewiński |        | Denemarken Gunnar Levring Morten Nielsen Jacob Neergaard                                                                         |       |
| Lichte twee zonder LM2- | Denemarken Bo Helleberg Mads Kruse Andersen |      | Italië Nicola Moriconi Salvatore Di Somma |        | Canada Douglas Vandor Mike Lewis                                                                                                 |       |
| Vier met M4+            | Italië Lorenzo Carboncini Stefano Introzzi Edoardo Verzotti Valerio Massimo Alessandro Speranza                                                     |      | Canada Robert Weitemeyer Malcolm Howard Peter Dembicki Andrew Ireland Stephen Cheng                                                                                |        | Verenigde Staten Andrew Brennan Paul Daniels Steve CopPLa Josh Inman Marcus McElhenney                                           |       |
| Lichte dubbel vier LM4x | Italië Franco Sancassani Alessandro Lodigiani Daniele Gilardoni Marcello Miani                                                                      |      | Canada Jeff Bujas Scott Moore Matt Jensen Daniel Parsons |        | Duitsland Nils Budde Matthias Schömann-Finck Nils Ipsen Jens Wittwer                                                             |       |
| Lichte acht LM8+        | Frankrijk Franck Solforosi Damien Margat Alexis Saïtta Jérémy Pouge Franck Bussière Vincent Faucheux Nicolas Planque Fabien Tilliet Nicolas Majerus |      | Italië Santino Faggioli Luigi Scala Bruno Pasqualini Giuseppe Del Gaudio Fabrizio Gabriele Stefano De Piccoli Livio La Padula Emanuele Federici Gianluca Barattolo |        | Australië George Roberts Samuel Waley Ross Brown Kaspar Hebblewhite Thomas Gibson Tom Nicholls Tim Smith Samuel Beltz Marc Douez |       |

### Vrouwen
| Bootklasse              | Goud                                                                 | Goud | Zilver                                                                                | Zilver | Brons                                                                               | Brons |
| Lichte skiff LW1x       | Nina Gäßler                                                          |      | Jo Hammond                                                                            |        | Minna Nieminen                                                                      |       |
| Vier zonder W4-         | Frankrijk Marjolaine Rossit Celia Foulon Audrey Galy Marie Le Nepvou |      | Rusland Valeriya Starodubrovskaya Yulia Inozemtseva Natalia Melnikova Vera Pochitaeva |        | Wit-Rusland Iryna Bazyleuskaya Natallia Lialina Tamara Samakhvalava Hanna Nakhayeva |       |
| Lichte dubbel vier LW4x | China Wang Yanni Deng Yanping Tan Meiyun Zhou Weijuan                |      | Canada Gen Meredith Sheryl Preston Shona Mclaren Elizabeth Urbach                     |        | Verenigde Staten Maria Picone Mary Obidinski Julie Nichols Renee Hykel              |       |

## Medailleklassement
| Plaats | Land                | Goud | Zilver | Brons | Totaal |
| 1      | Italië              | 3    | 2      | 0     | 5      |
| 2      | Duitsland           | 2    | 0      | 1     | 3      |
| 3      | Frankrijk           | 2    | 0      | 0     | 2      |
| 4      | Denemarken          | 1    | 0      | 1     | 2      |
| 5      | China               | 1    | 0      | 0     | 1      |
| 6      | Canada              | 0    | 3      | 1     | 4      |
| 7      | Verenigd Koninkrijk | 0    | 1      | 0     | 1      |
| 7      | Rusland             | 0    | 1      | 0     | 1      |
| 7      | Zwitserland         | 0    | 1      | 0     | 1      |
| 7      | Polen               | 1    | 0      | 0     | 1      |
| 11     | Verenigde Staten    | 0    | 0      | 2     | 2      |
| 12     | Finland             | 0    | 0      | 1     | 1      |
| 12     | Wit-Rusland         | 0    | 0      | 1     | 1      |
| 12     | Oekraïne            | 0    | 0      | 1     | 1      |
| 12     | Australië           | 0    | 0      | 1     | 1      |
| Totaal | Totaal              | 9    | 9      | 9     | 27     |

Edities

1962 Luzern · 
1966 Bled · 
1970 St. Catharines · 
1974 Luzern · 
1975 Nottingham · 
1976 Villach · 
1977 Amsterdam · 
1978 Hamilton (alleen zwaar) · 
1978 Kopenhagen (alleen licht) · 
1979 Bled · 
1980 Hazewinkel · 
1981 München · 
1982 Luzern · 
1983 Duisburg · 
1984 Montréal · 
1985 Hazewinkel · 
1986 Nottingham · 
1987 Kopenhagen · 
1988 Milaan · 
1989 Bled · 
1990 Lake Barrington · 
1991 Wenen · 
1992 Montréal · 
1993 Račice · 
1994 Indianapolis · 
1995 Tampere · 
1996 Motherwell · 
1997 Aiguebelette · 
1998 Keulen · 
1999 St. Catharines · 
2000 Zagreb · 
2001 Luzern · 
2002 Sevilla · 
2003 Milaan · 
2004 Banyoles · 
2005 Gifu · 
2006 Eton · 
2007 München · 
2008 Ottensheim · 
2009 Poznań · 
2010 Hamilton · 
2011 Bled · 
2012 Plovdiv · 
2013 Chungju · 
2014 Amsterdam ·
2015 Aiguebelette ·
2016 Rotterdam ·
2017 Sarasota ·
2018 Plovdiv ·
2019 Ottensheim ·
2020 Bled ·
2021 Shanghai ·
2022 Račice ·
2023 Belgrado ·
2024 St. Catharines ·
2025 Shanghai · 
2026 Amsterdam

Onderdelen

Skiff · 
Lichte skiff · 
Dubbel twee · 
Lichte dubbel twee · 
Twee zonder · 
Lichte twee zonder · 
Twee met

Dubbel vier · 
Dubbel vier met · 
Lichte dubbel vier · 
Vier zonder · 
Lichte vier zonder · 
Vier met · 
Acht · 
Lichte acht